# Ecobola

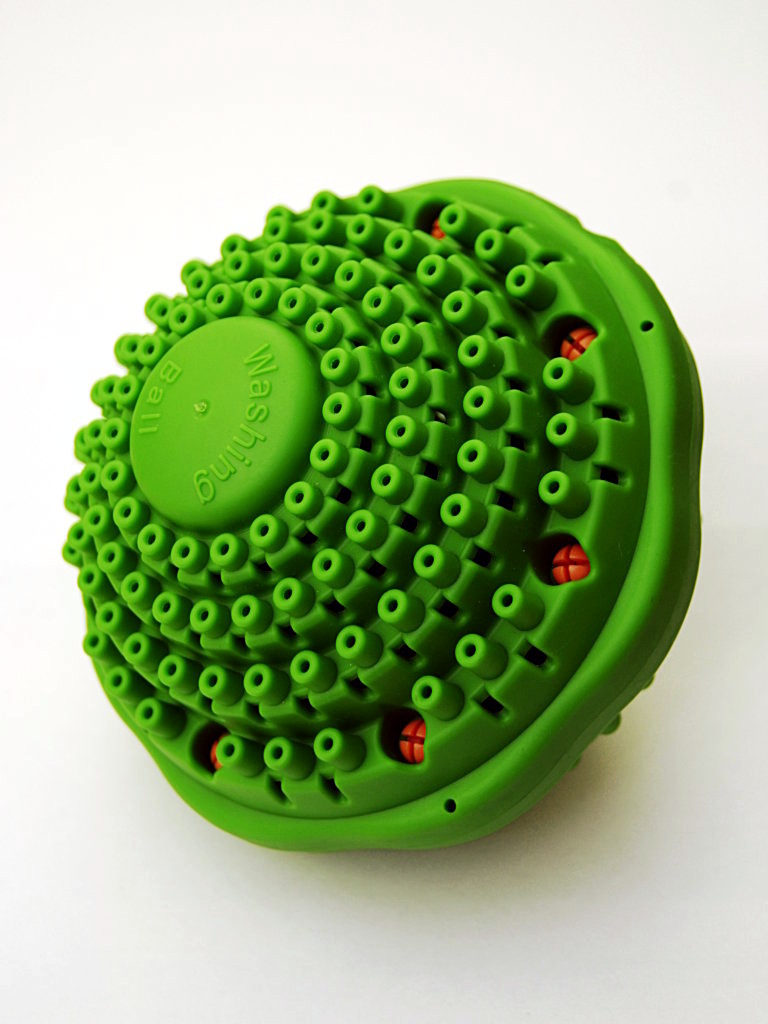
La «Magicball» sueca es un ejemplo de un producto de lavado pseudocientífico.

La Ecobola es un producto pseudocientífico del que sus vendedores afirman que usada en una lavadora automática lava la ropa sin detergente.

## Afirmaciones
Algunas bolas contienen perlas de lavado, bolitas de cerámica que supuestamente interactúan con el agua de lavado o sueltan sustancias en el agua. Otras están selladas y contienen una solución líquida, pero raramente se explica el método de lavado. Normalmente los dos tipos de ecobolas se publicitan como alternativas ecológicas y respetuosas con el medio ambiente frente a los detergentes habituales, porque afirman que son capaces de lavar hasta 1.000 o 1.500 veces antes de ser desechadas.

### Infrarrojos y alcalinización
Algunas de las ecobolas basadas en perlas de lavado afirman que "generan potentes rayos infrarrojos que rompen los enlaces del hidrógeno de la molécula de agua para tener mayor penetración y lavado, y al mismo tiempo emiten aniones para bajar la tensión superficial y hacer posible la limpieza sin agentes contaminantes". La afirmación de que emiten infrarrojos no es falsa, porque todos los materiales emiten rayos infrarrojos; en otras palabras, calor. También es cierto que el calentamiento reduce la tensión superficial del agua, pero el efecto de la radiación emitida por las perlas es insignificante comparado con la radiación del agua que está siendo calentada. No existen pruebas independientes que muestren que las perlas pueden generar rayos infrarrojos más fuertes al interactuar con el agua que sin interactuar con el agua. 
La afirmación de la alcalización es discutible, porque aunque es cierto que hay agentes alcalinos en los detergentes habituales, no hay estudios que sugieran que las perlas puedan afectar el pH del agua.

### Propiedades anti-cloro
De muchas ecobolas también se afirma que sus perlas contienen agentes anticloro, que supuestamente neutralizan el cloro añadido al agua del grifo. El cloro y productos similares a la lejía son comunes en los detergentes y productos de lavado. El cloro se usa en la purificación y desinfección del agua del grifo. Las afirmaciones dicen que al retirar el cloro del agua de lavado, la tensión superficial se reduce y el cloro dañino no puede interactuar con la ropa, aunque la cantidad de cloro en el agua corriente es muy pequeña tanto en Europa (0,3-1,0 mg/l), como en Norteamérica (4 mg/l).

### Propiedades antibacterianas
El cloro es un agente antibacteriano potente, de modo que neutralizarlo en el agua de lavado es ilógico. No existen explicaciones claras de cómo funciona el sustituto antibacteriano de las perlas. 

### Propiedades magnéticas
Algunas ecobolas afirman que contienen elementos magnéticos que «minimizan el tamaño de la molécula de agua, y de este modo contribuyen a retirar el óxido y la cal de la lavadora y de las tuberías». Ambas afirmaciones son falsas desde un punto de vista científico: mientras los imanes interactúan con el óxido, no pueden retirar el óxido de la ropa y no está claro cómo se supone que puede afectar a las moléculas de cal.

### Iones negativos
Algunas ecobolas afirman que liberan iones negativos, que hacen que se debilite la adherencia de la suciedad a la ropa. Es posible que se puedan crear algunos iones OH- o hidroxilos, pero no en gran cantidad.

## Protección al consumidor y enlace cienciológico
En 1997 Trade-Net, una compañía propiedad de la Cienciología, vendía la Blue Laundry Ball en varios estados de EE. UU. Debido a las quejas, sus afirmaciones fueron investigadas por las Oficinas de Consumo (Consumer Protection Departments) en Utah, Oregón y Florida, entre otros, y se le prohibió a la compañía hacer ciertas afirmaciones incluyendo la que dice que «el producto lava tan bien como un detergente convencional» (that such product cleans as well as conventional laundry detergent). 
Trade-Net sacó al mercado una «nueva» ecobola, pero se vio obligada a pagar multas, incluyendo $190.000 al Oregon's Department of Justice, $10.000 a Utah y en abril de 1999, $155.000 a los Estados de New York, Arizona, Arkansas, Hawái, Idaho, Illinois, Míchigan, Misuri, Nebraska, Nevada, Oklahoma y a la FTC (Federal Trade Commission). La compañía desapareció al poco tiempo.
A finales de 2010 el Instituto Nacional de Consumo de España, dependiendo del Ministerio de Sanidad, Política Social e Igualdad realizó un estudio durante dos meses en el que se probaron experimentalmente ecobolas de catorce marcas distintas sobre tiras impregnadas con una suciedad estándar (vino, sangre, barro, chocolate,etc.) 
Los resultados del estudio no dejaron lugar a dudas, estableciendo que:
- La capacidad limpiadora del detergente era superior al de las ecobolas en todos los casos.
- Las ecobolas en ningún modo eliminan bacterias ni ácaros.
- No existe ninguna diferencia entre lavar solamente con agua a hacerlo con las ecobolas, siendo en algunos casos superior la capacidad limpiadora del agua.

Además, advierten que una posible rotura de una ecobola en el interior de la lavadora durante un lavado puede provocar una avería, al introducirse las pequeñas piezas cerámicas en el circuito de la misma.
A la luz de estos resultados, el ministerio lanzó una advertencia a los fabricantes ante mensajes engañosos en su publicidad.

La Organización de Consumidores y Usuarios equipara el lavado con la ecobola al lavado simplemente con agua.

## Venta piramidal
El producto se vende con frecuencia en venta piramidal.